# Soarin'
Soarin' is een panoramavliegsimulator in de attractieparken Epcot, Disney California Adventure Park, Shanghai Disneyland en Tokyo DisneySea. Tijdens de rit wordt bij bezoekers het idee opgewekt dat ze aan het paragliden zijn. Dit gebeurt door middel van gondels die tijdens de rit boven elkaar hangen. Elke gondel bevat meerdere stoelen op een rij die uitzicht hebben op een cirkelvormig scherm met een hoogte van 24 meter. Hierop worden filmfragmenten getoond van verschillende landschappen, al vliegend gefilmd. Dit in combinatie met de gondels die kunnen bewegen in verschillende richtingen op de bewegingen van de getoonde film.

## Ontstaan
Soarin' is een idee van de ontwerper Mark Sumner van Walt Disney Imagineering. Hij kwam op het idee het ritsysteem tijdens Thanksgiving Day. Toen hij ritsysteem presenteerde vroeg men hem of hij het idee volledig uit kon werken. Toen het Disney California Adventure Park in 2003 tezamen met Soarin' opende was het het enige nieuwe attractietype dat ontwikkeld was door het ontwerpteam. De rest van het park bestond uit attracties uit een catalogusblad. 

## Locaties

### Disney California Adventure Park
Dit is de eerst geopende versie van Soarin' opende 8 februari 2001 in het themagebied Grizzly Peak. Ten tijde van de opening werd in de attractie de Californische film vertoond en heette de attractie Soarin' Over California. Na werkzaamheden in 2016 werd de attractie op 17 juni van dat jaar heropend als Soarin' Around the World. Er worden sindsdien in de film diverse plekken in de wereld getoond. Voorheen alleen locaties in Californië. In de wachtrij zitten verschillende verwijzingen naar de luchtvaart(geschiedenis) zoals vliegtuignamen en bekende personen uit de lucht- en ruimtevaartindustrie.

De attractie heeft een single riders-rij.

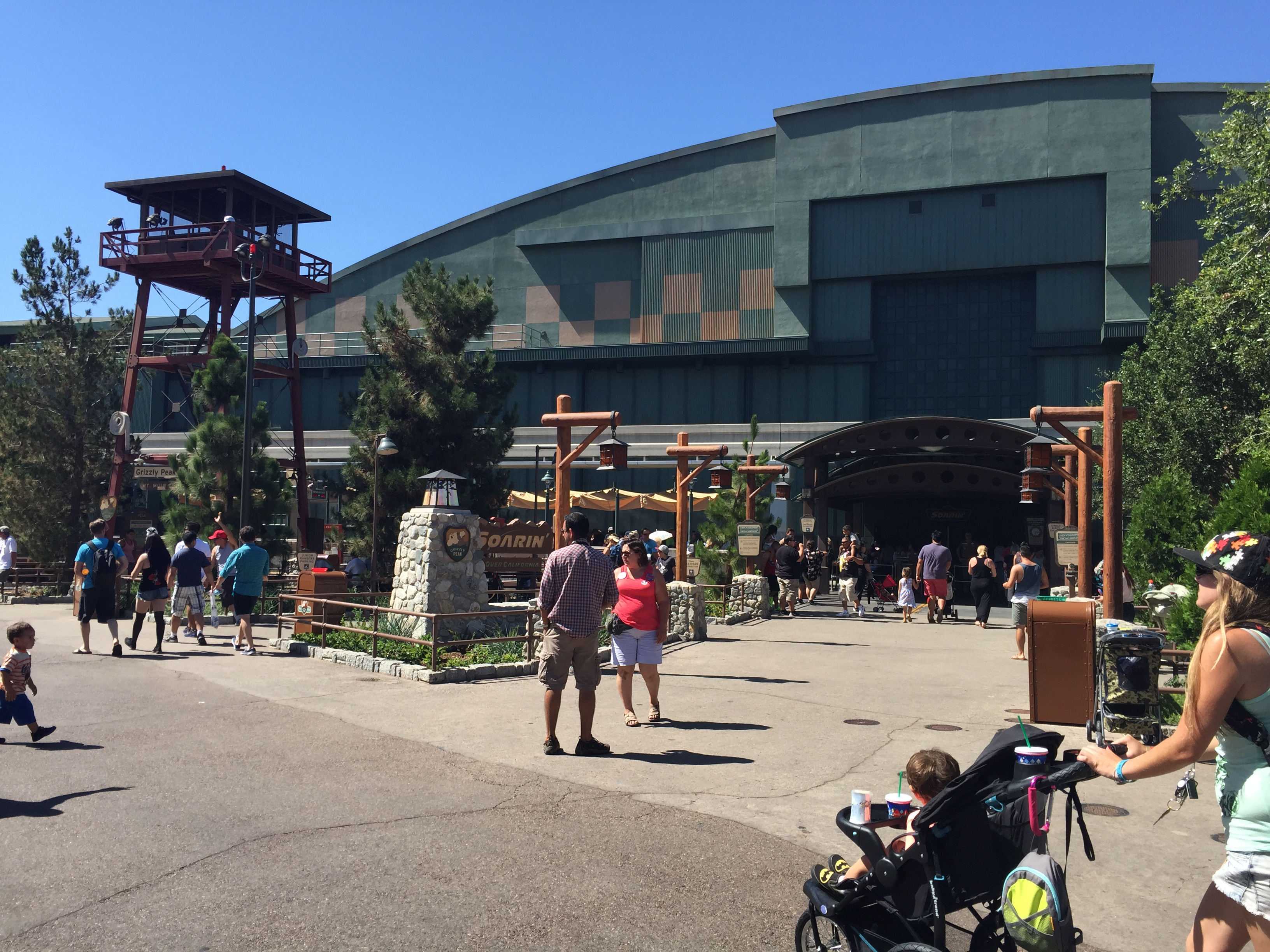
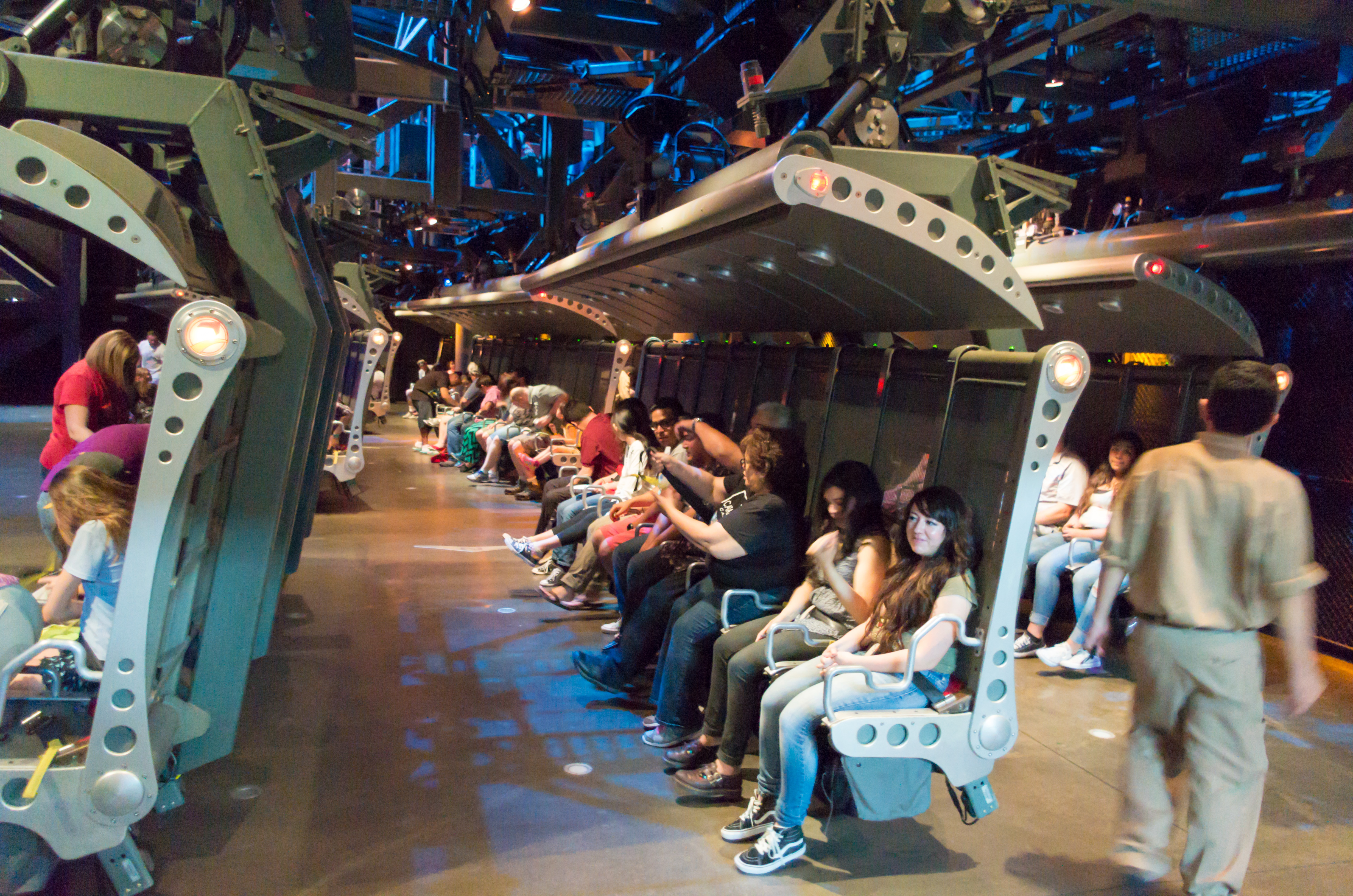
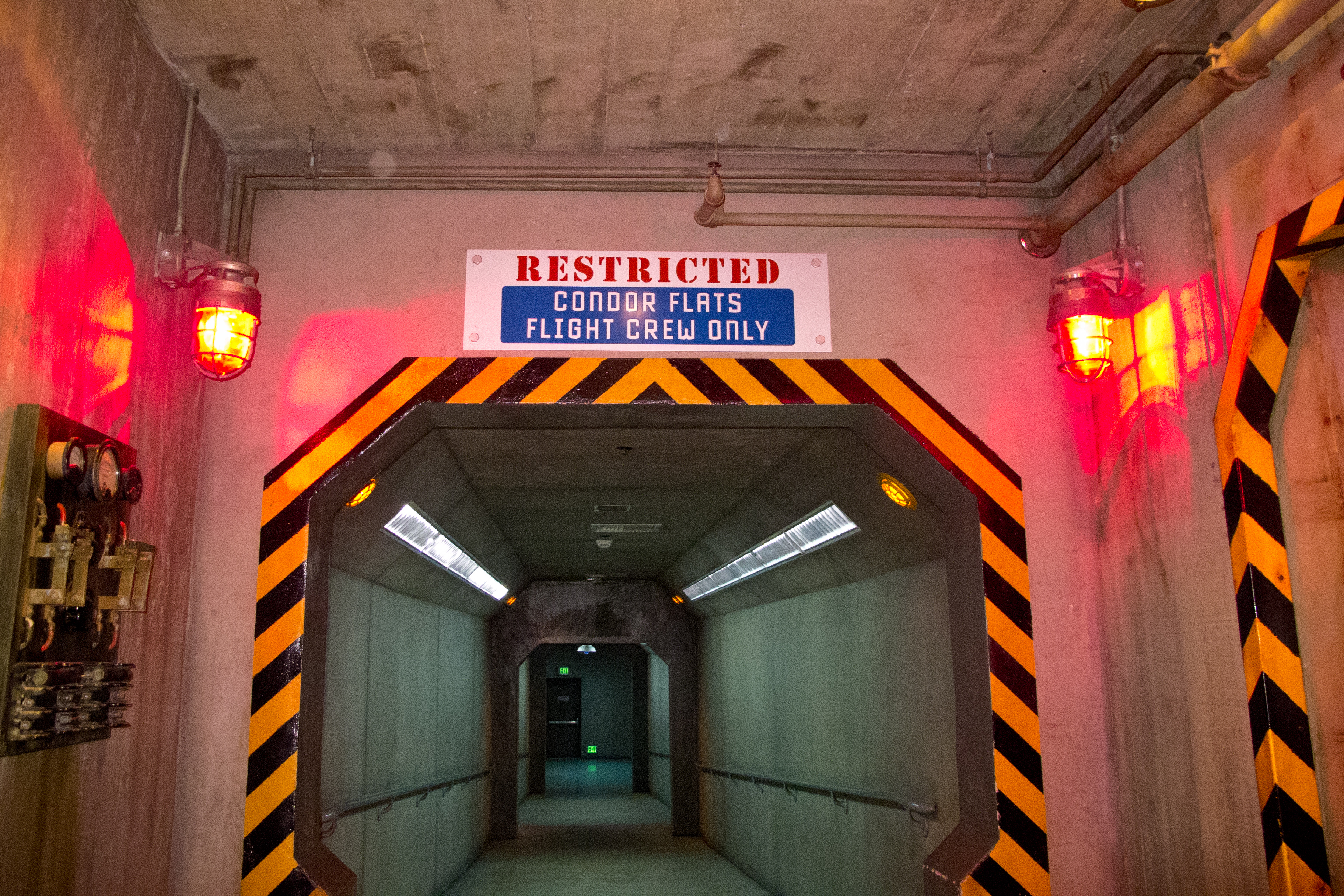
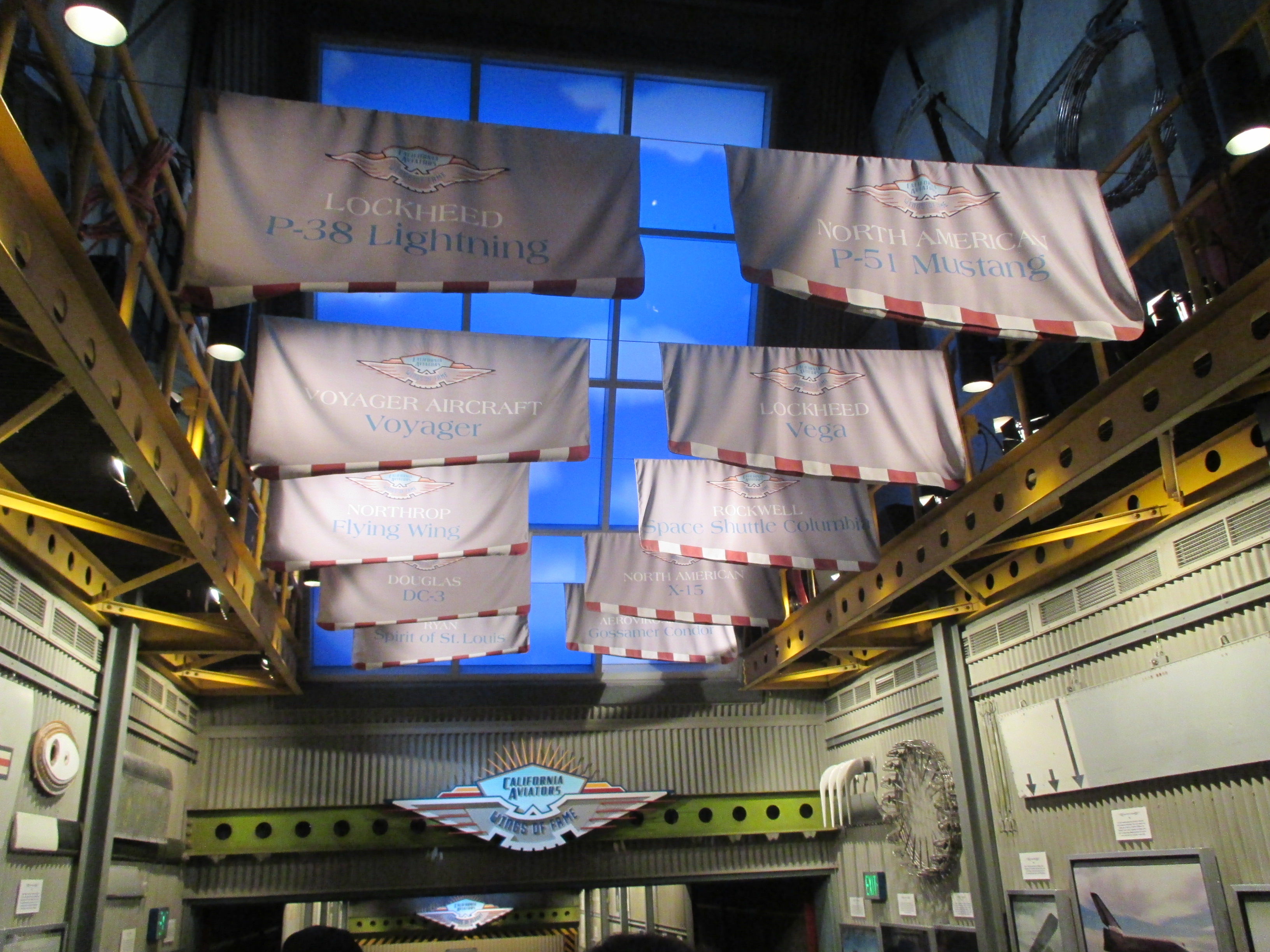
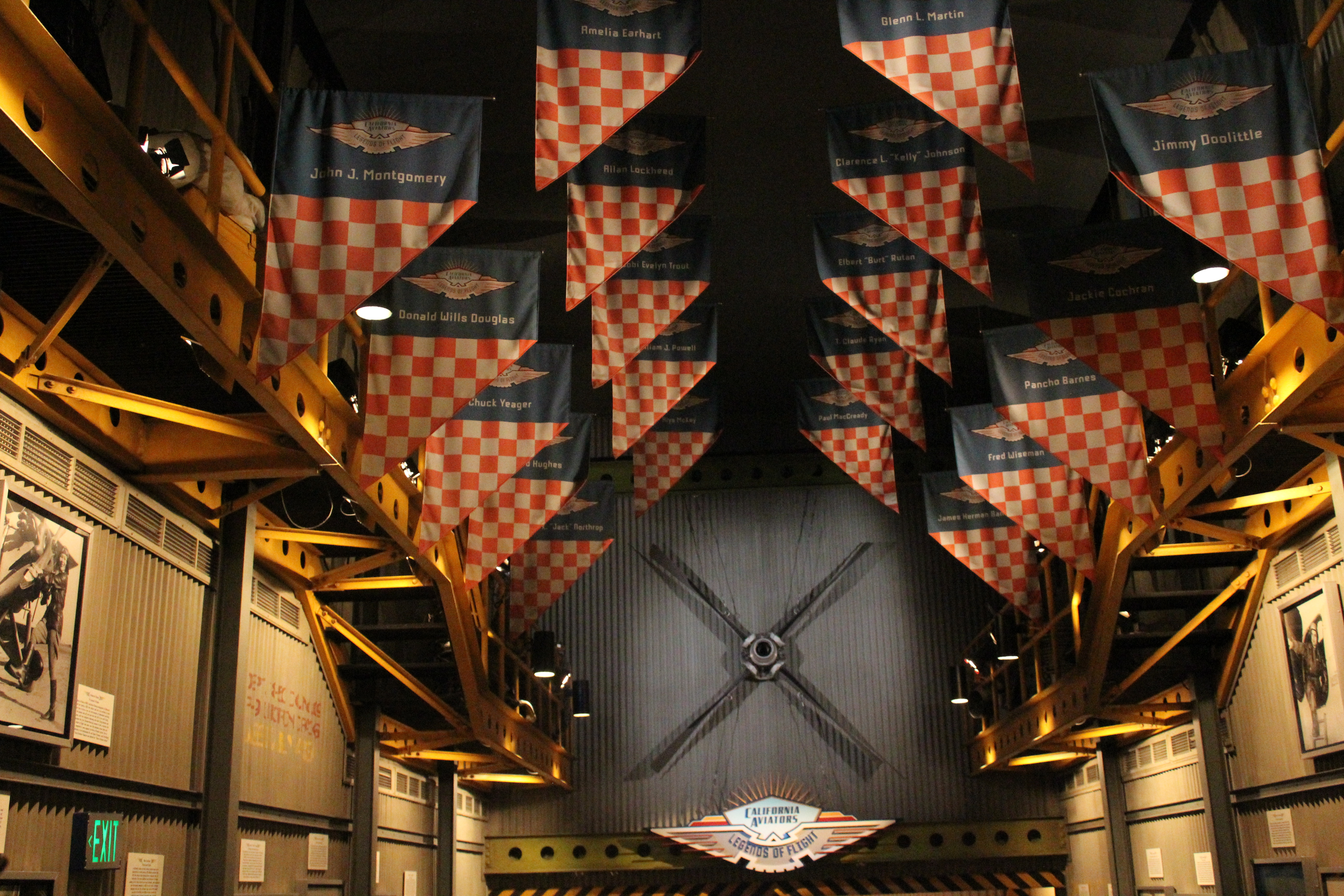
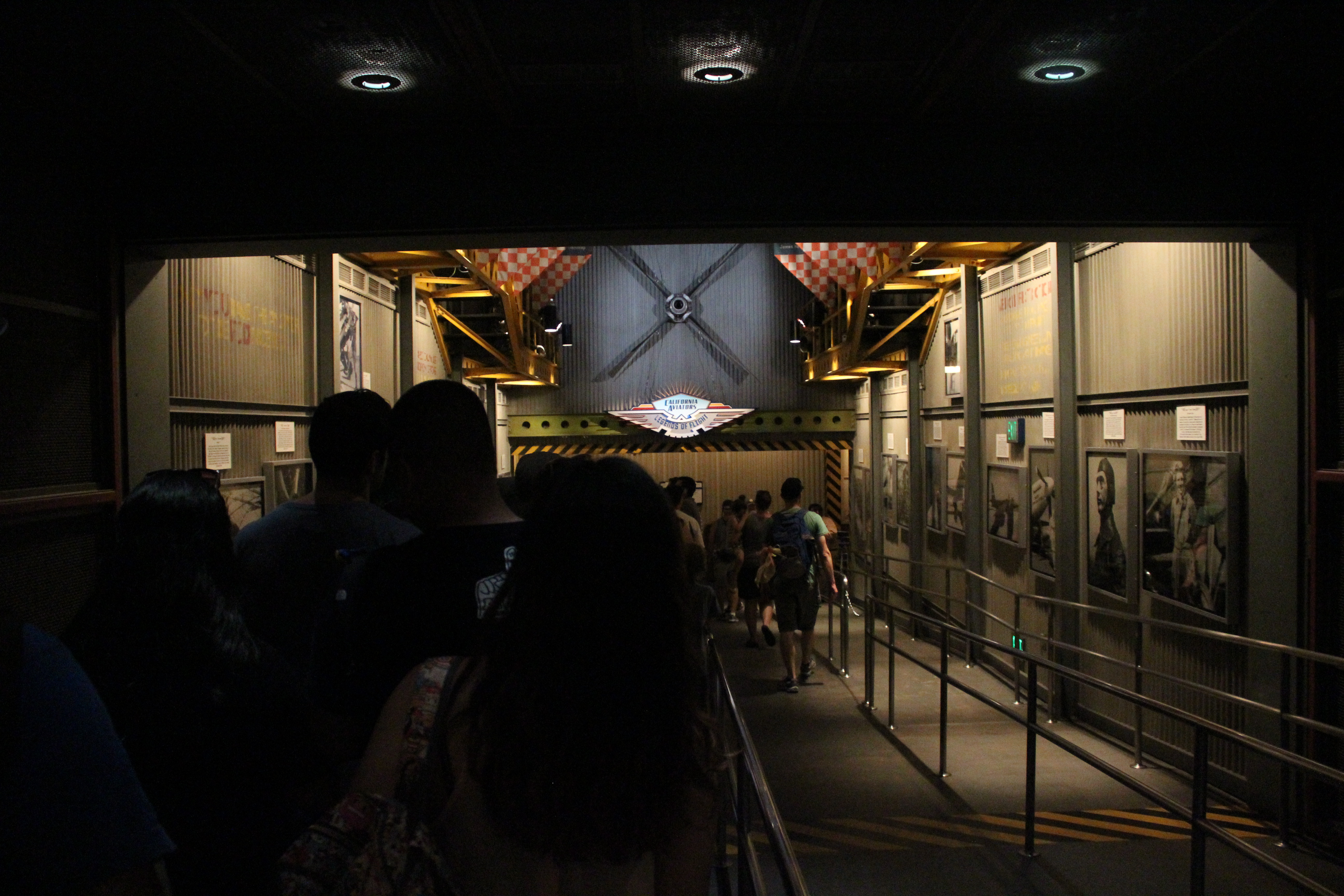

### Epcot
Soarin' in Epcot is de tweede versie in alle Disney-parken. De gehele wachtrij is gethematiseerd naar een sciencefictionachtig vliegveld. Ook het personeel draagt luchthavenuniformen. Bezoekers gaan volgens het verhaal wat in de voorshow wordt verteld een vlucht maken met flight 5505. Het vluchtnummer is een verwijzing naar de openingsdatum: 5 mei 2005. Na werkzaamheden in 2016 werd de attractie op 17 juni van dat jaar heropend, waarbij dezelfde film vertoond wordt als in Soarin' Around the World. De naam van de Orlando-variant bleef ongewijzigd. De attractie bevindt zich in themagebied The Land en verving de attractie Food Rocks.

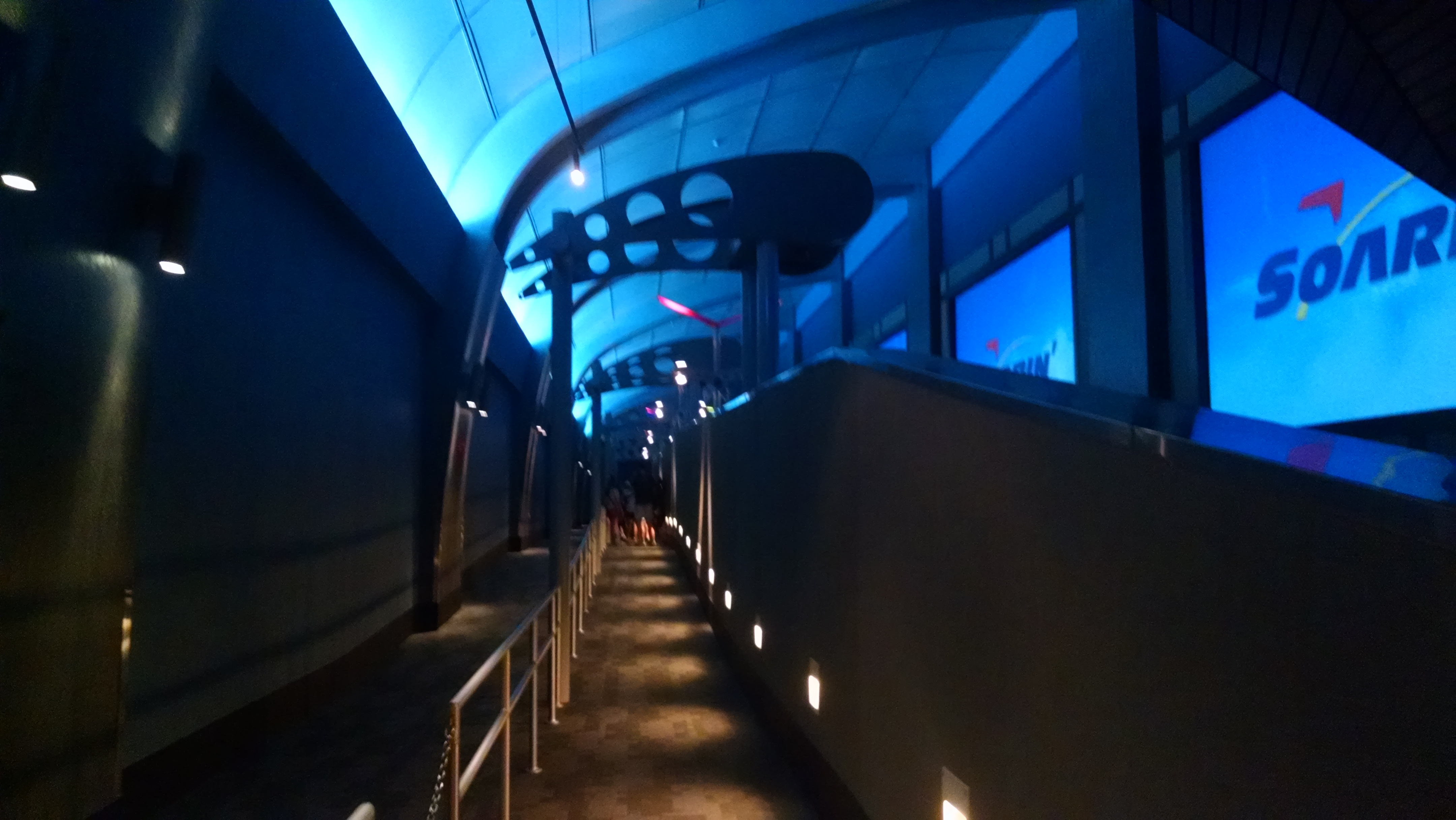
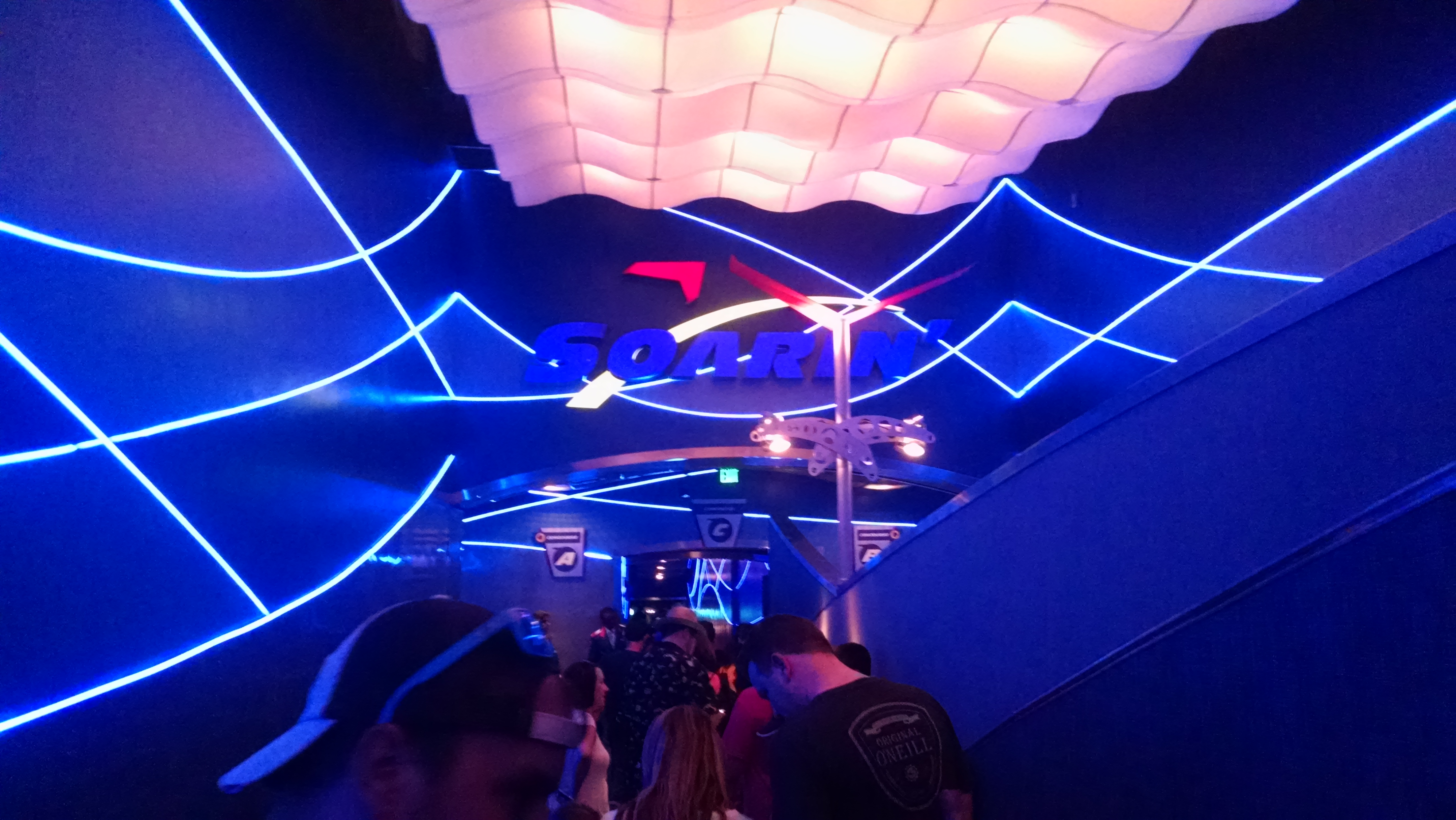
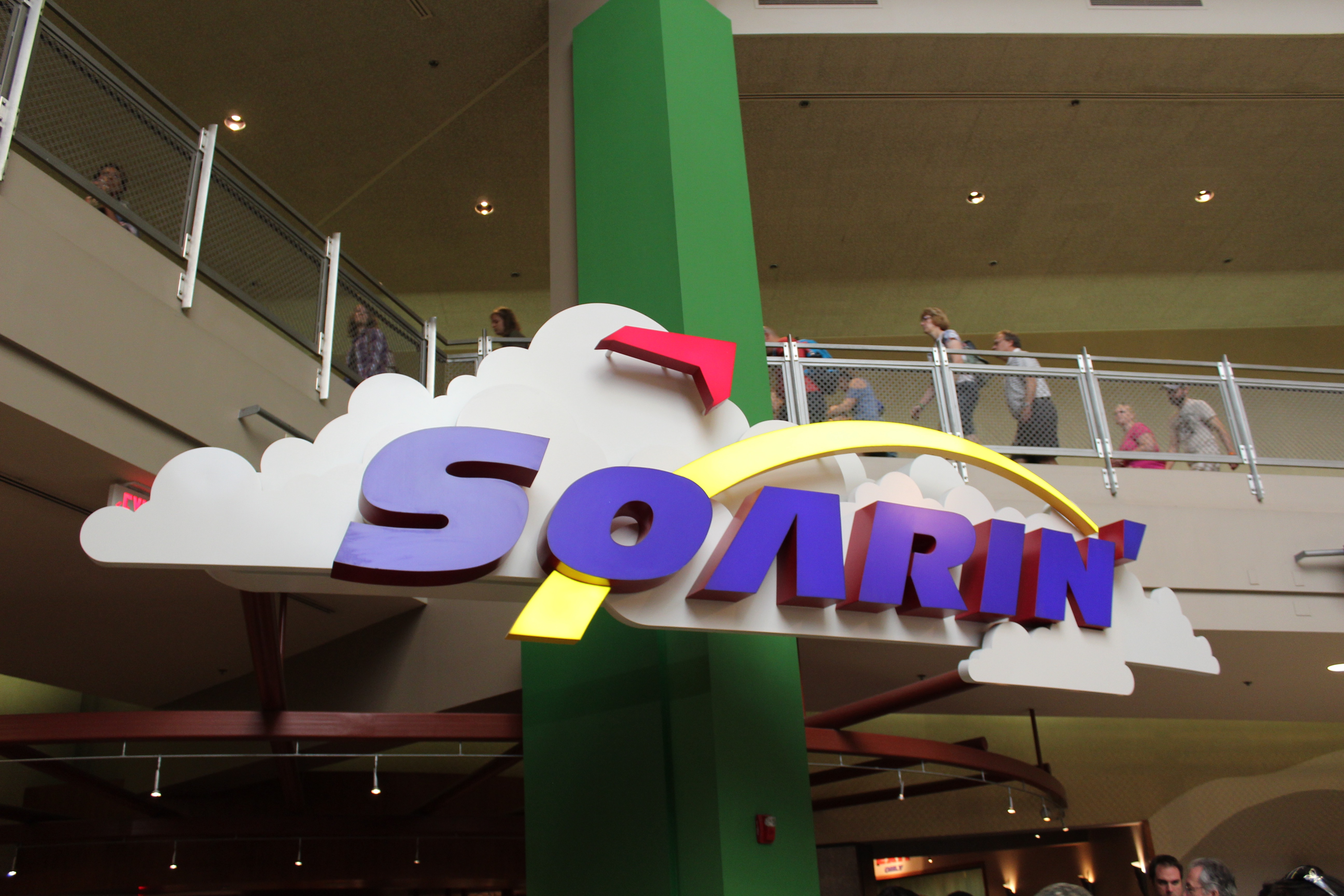
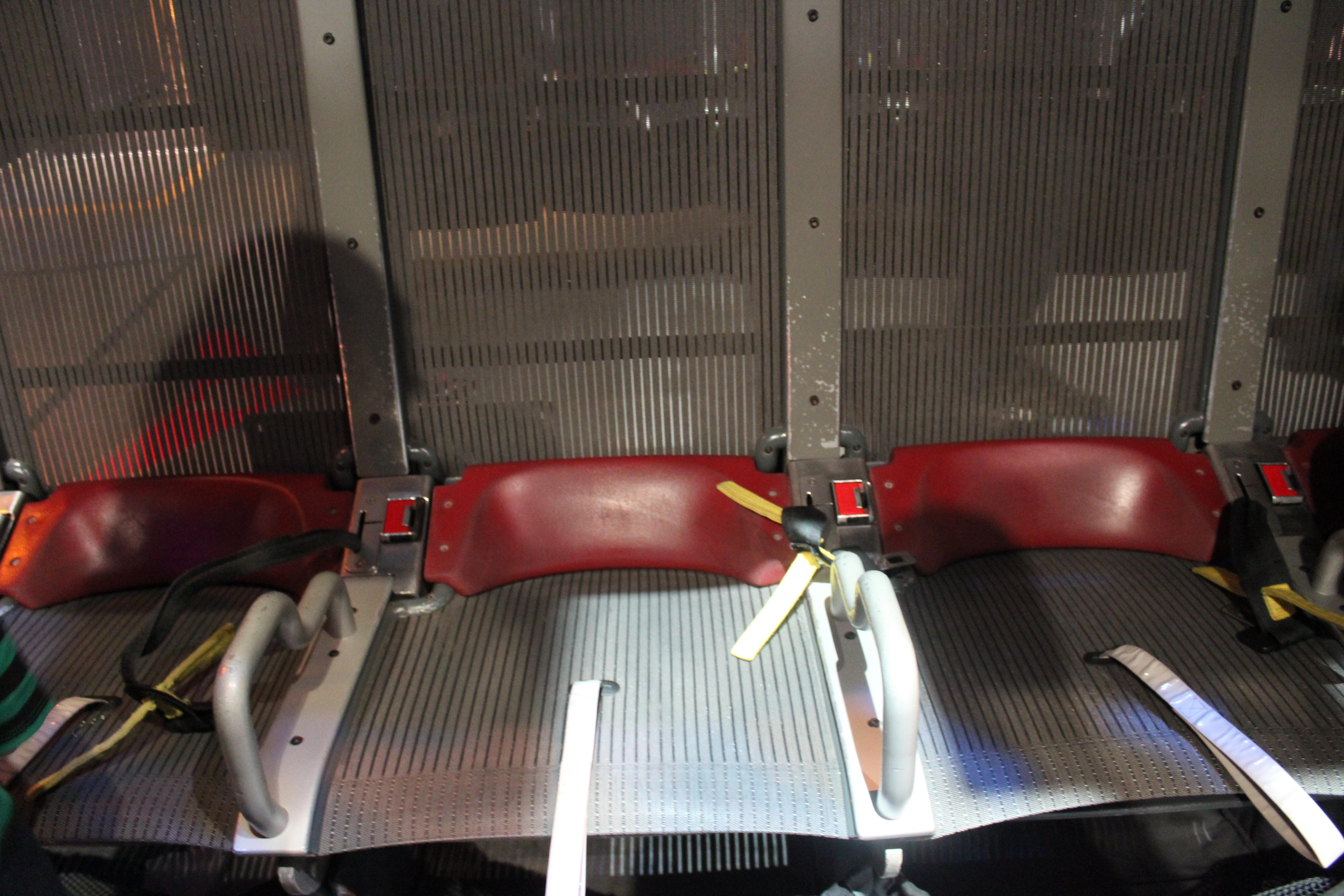
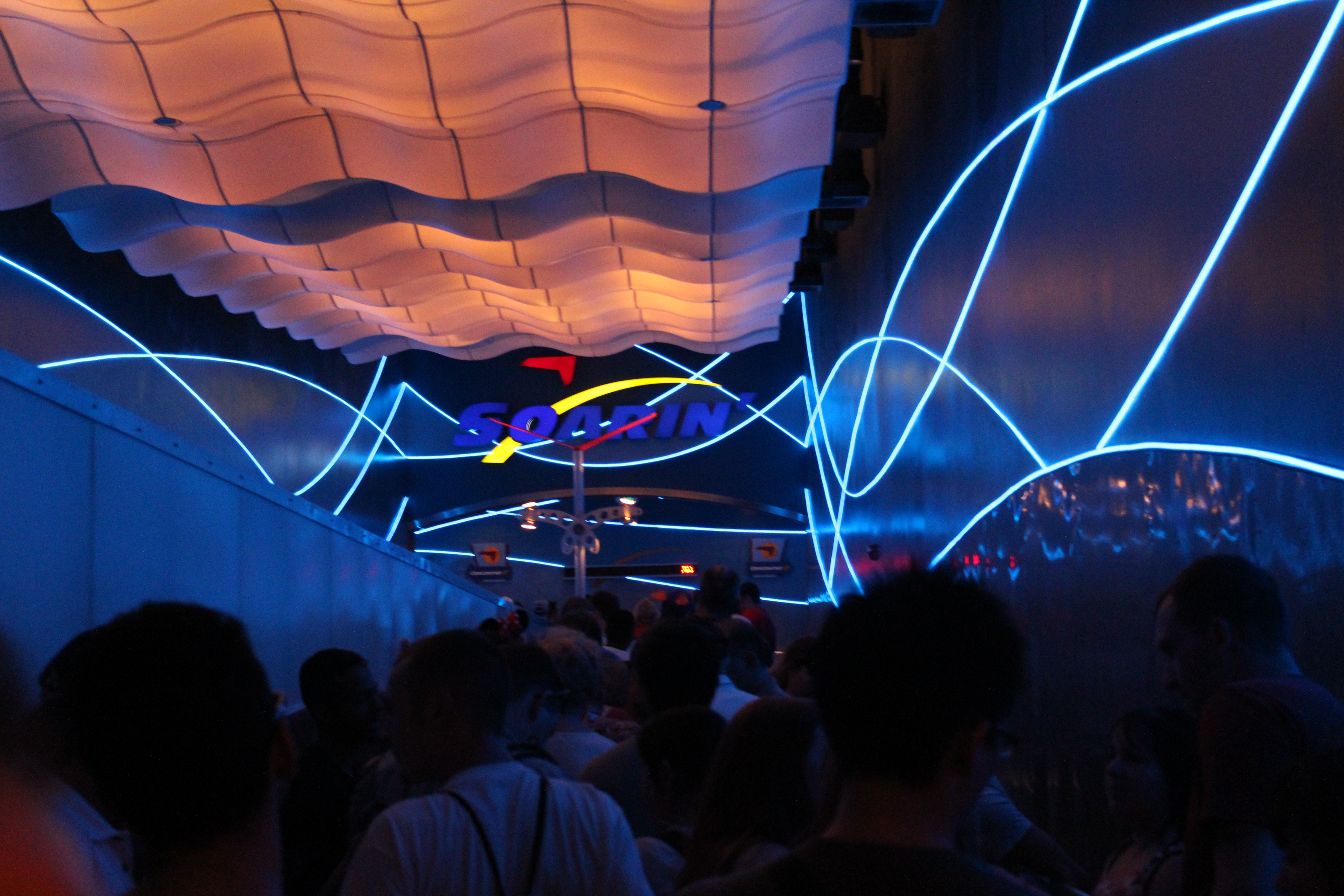

### Shanghai Disneyland
De versie in Shanghai werd geopend op 16 juni 2016 in het themagebied Adventure Isle en heet Soaring over the Horizon  (Mandarijn: 翱翔•飞越地平线). De attractie heeft een andere uitstraling dan de varianten in de Verenigde Staten: waar de varianten in Amerika de uitstraling van een vliegveld hebben, is de attractie in Shanghai gesitueerd in een tempel van de dondervogel. In de ruimte waar bezoekers worden voorgesorteerd vooraleer ze in de attractie gaan, is een filmpje te zien van een dondervogel die zichzelf omtovert in een priesteres. Zij nodigt de bezoekers uit om met haar mee te vliegen langs de meest bijzondere plekken op de wereld. Nadat ze zichzelf weer heeft teruggetoverd in een dondervogel, kunnen bezoekers de attractie zelf betreden. Uniek aan de film die in deze versie wordt vertoond, is dat de film niet eindigt in een vlucht boven het Disneypark, maar in een vlucht tussen de wolkenkrabbers van Pudong. De attractie wordt gesponsord door China UnionPay.

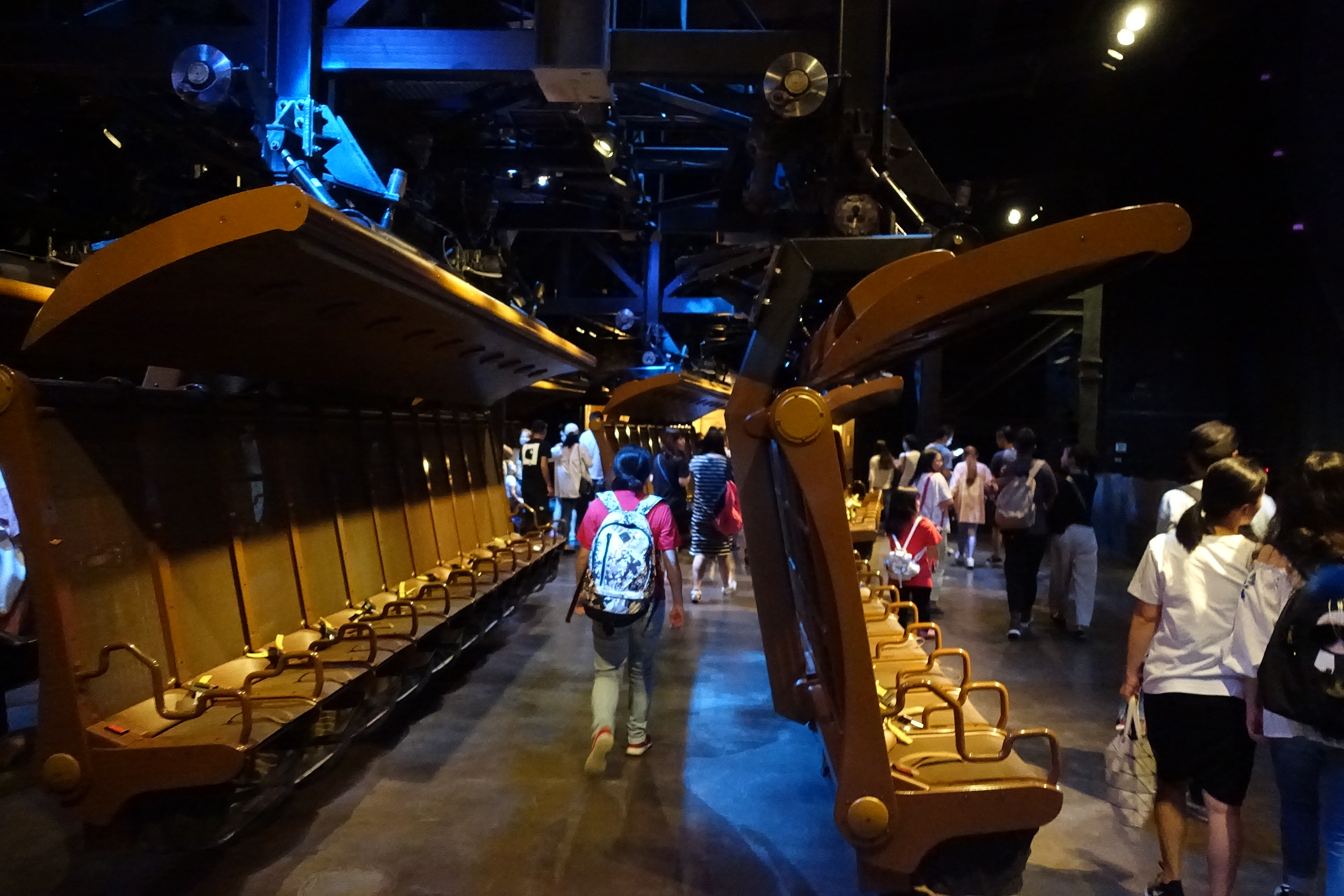
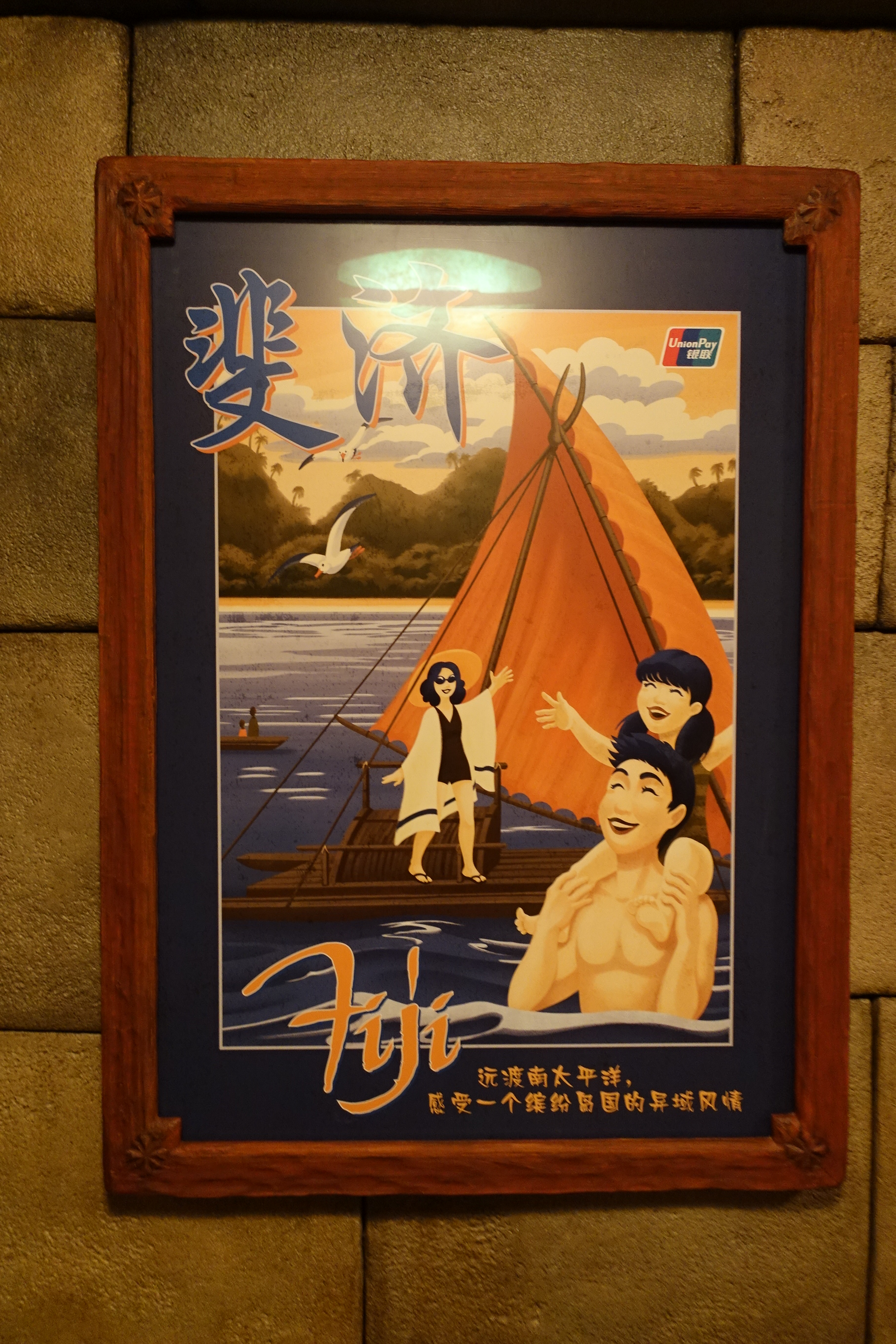
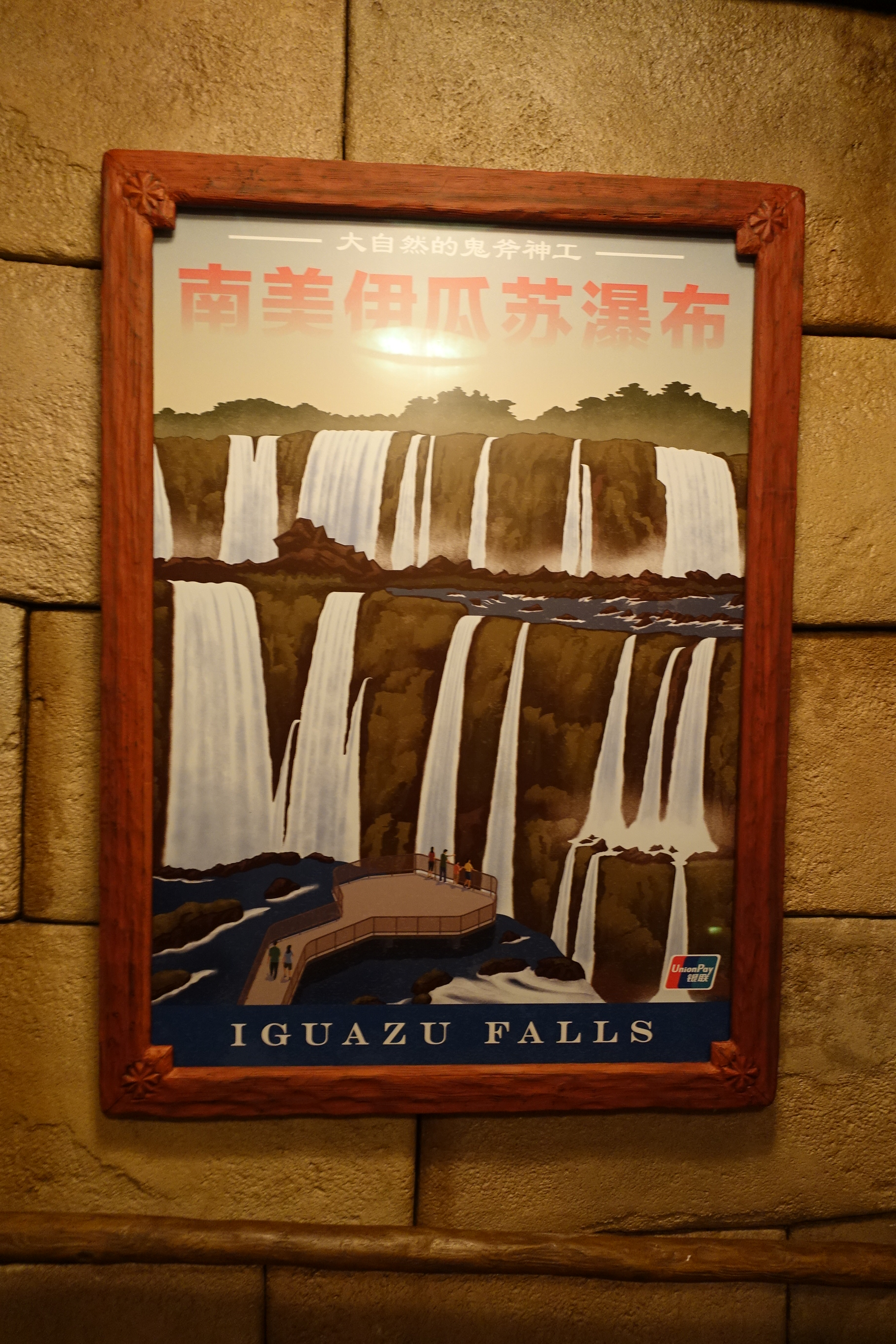
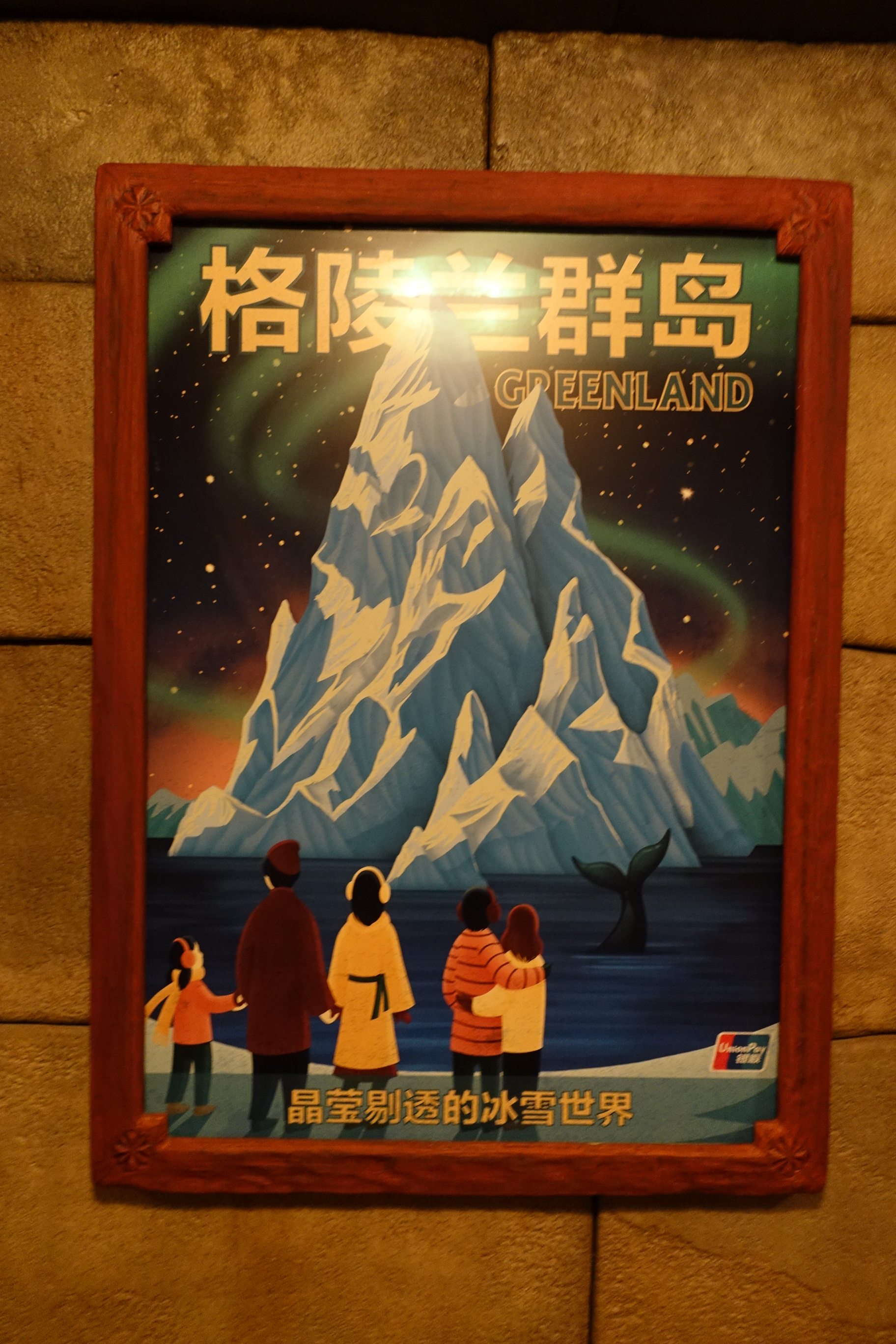
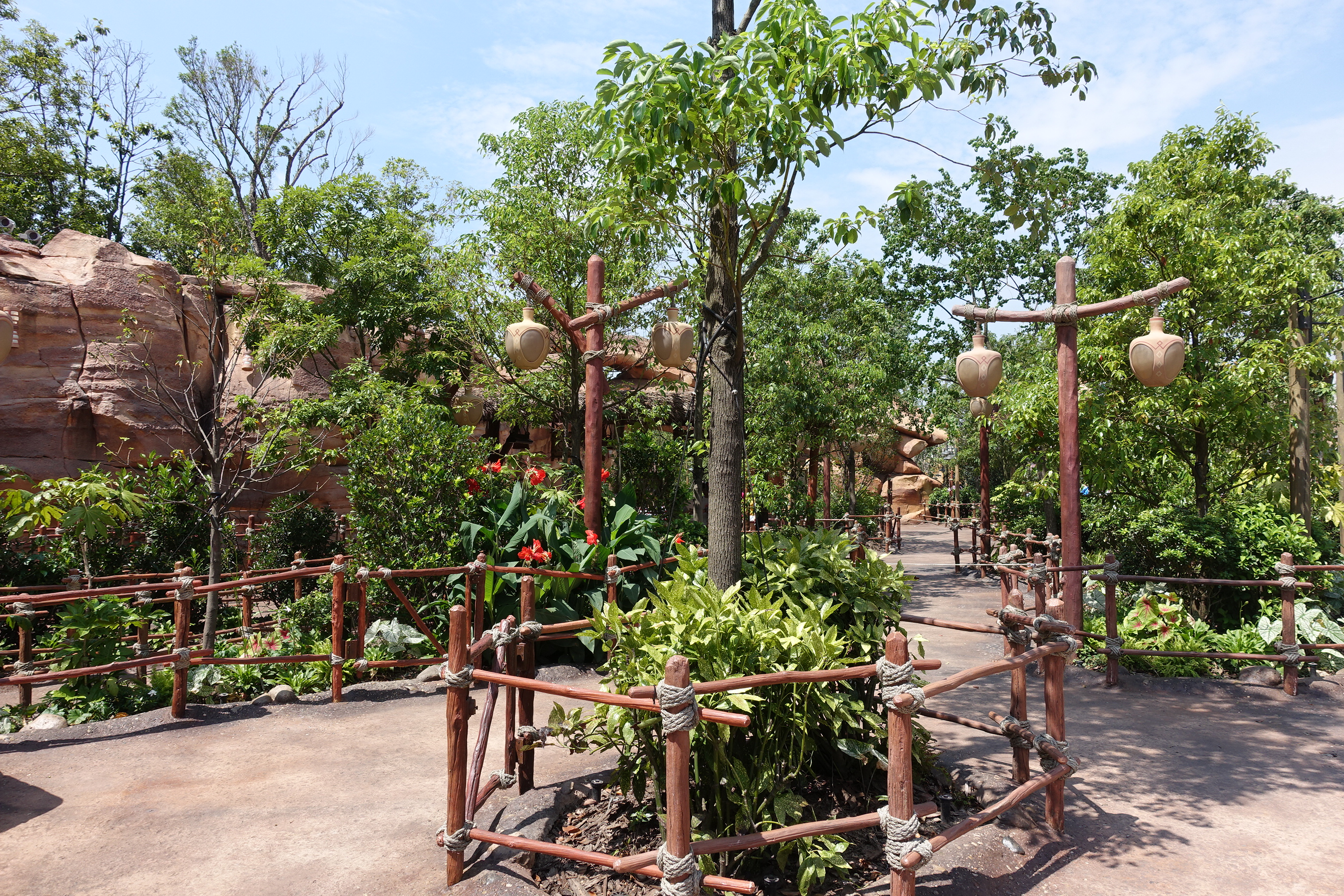
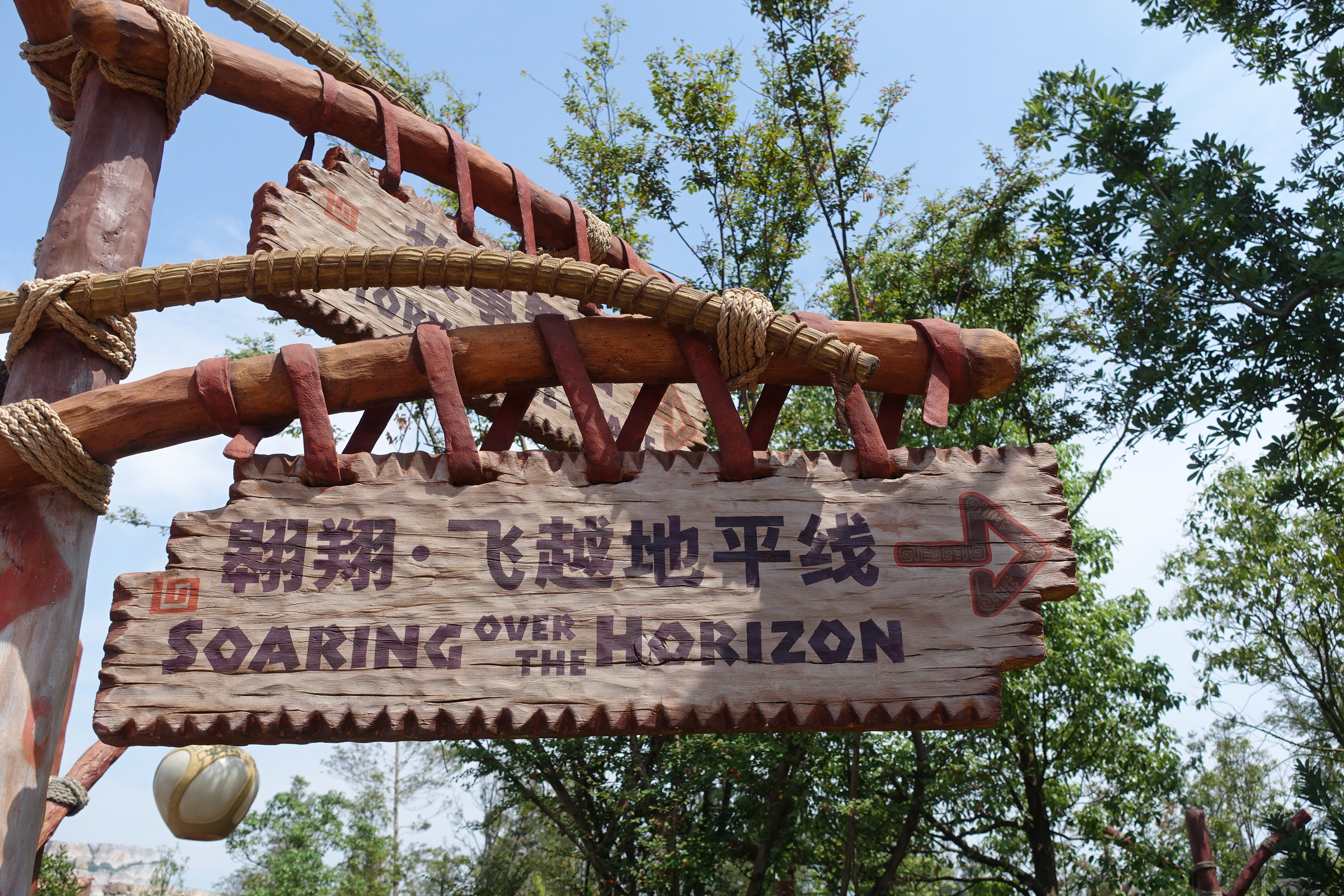
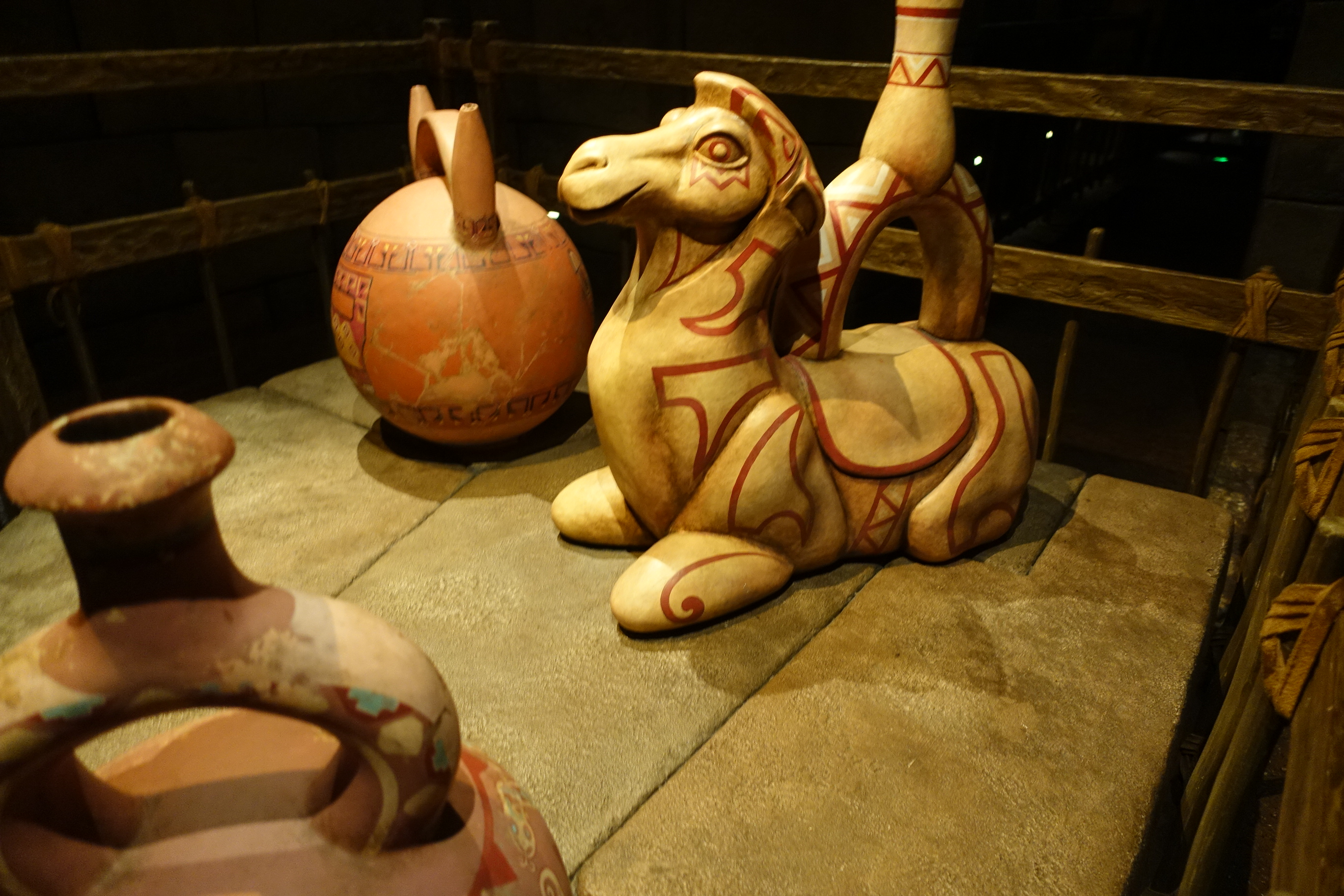

### Tokyo DisneySea
Deze versie opende op 23 juli 2019 in het themagebied Mediterranean Harbor onder de naam Soaring: Fantastic Flight.

## Inhoud film
De twee films die door te attractie gebruikt worden/zijn kennen de volgende inhoud:
- De film met locaties uit Californië toont de volgende locaties (in volgorde van verschijnen): de Golden Gate Bridge, Redwood Creek, Napa Valley, de Baai van Monterey, Lake Tahoe, de Yosemitewaterval en de Half Dome in het Yosemite National Park, La Quinta, Camarillo, het Anza-Borrego Desert State Park, vliegdekschip USS John C. Stennis in San Diëgo, Malibu, Downtown Los Angeles en het Disneyland Park in Anaheim.
- De film met locaties van over de hele wereld toont de volgende locaties (in volgorde van verschijnen): de Matterhorn in Zwitserland, Isfjord in Groenland, Port Jackson in Sydney, Slot Neuschwanstein in Duitsland, de Kilimanjaro in Tanzania, de Chinese Muur in China, de piramides van Gizeh in Egypte, de Taj Mahal in India, Monument Valley in de Verenigde Staten, de Lau-eilanden in Fiji, de watervallen van de Iguaçu op de grens van Brazilië en Argentinië, de Eiffeltoren in Frankrijk en als slotscène een vlucht over het park waarin de film wordt vertoond (behalve bij Soaring over the Horizon).

Disneyland Resort · Lijst van attracties in Disney California Adventure Park
Walt Disney World Resort · Lijst van attracties in Epcot · Fountain of Nations · afbeeldingen
Tokyo Disney Resort · Lijst van attracties in Tokyo DisneySea · afbeeldingen
Shanghai Disney Resort · Lijst van attracties in Shanghai Disneyland